# Judo-Weltmeisterschaften 1986
Die Judo-Weltmeisterschaften 1986 fanden vom 24. bis zum 26. Oktober 1986 in Maastricht,  Niederlande, statt und waren die vierte und letzte Ausgabe reiner Frauenjudoweltmeisterschaften. Ab 1987 wurden Männer- und Frauenwettbewerbe zusammengelegt.

## Ergebnisse

### Frauen
| Gewichtsklasse | Gold             | Silber             | Bronze              |
| -------------- | ---------------- | ------------------ | ------------------- |
| - 48 kg        | Karen Briggs     | Fumiko Ezaki       | Fabienne Boffin     |
| - 48 kg        | Karen Briggs     | Fumiko Ezaki       | Li Zhongyun         |
| - 52 kg        | Dominique Brun   | Kaori Yamaguchi    | Ok Kyung-suk        |
| - 52 kg        | Dominique Brun   | Kaori Yamaguchi    | Sharon Rendle       |
| - 56 kg        | Ann Hughes       | Maria Gontowicz    | Chita Gross         |
| - 56 kg        | Ann Hughes       | Maria Gontowicz    | Béatrice Rodriguez  |
| - 61 kg        | Diane Bell       | Céline Géraud      | Ryōko Fujimoto      |
| - 61 kg        | Diane Bell       | Céline Géraud      | Donna Guy           |
| - 66 kg        | Brigitte Deydier | Elisabeth Karlsson | Alexandra Schreiber |
| - 66 kg        | Brigitte Deydier | Elisabeth Karlsson | Anita Staps         |
| - 72 kg        | Irene de Kok     | Ingrid Berghmans   | Barbara Claßen      |
| - 72 kg        | Irene de Kok     | Ingrid Berghmans   | Liu Aixiang         |
| + 72 kg        | Gao Fenglian     | Marjolein van Unen | Isabelle Paque      |
| + 72 kg        | Gao Fenglian     | Marjolein van Unen | Nilmari Santini     |
| Offene Klasse  | Ingrid Berghmans | Li Jinlin          | Karin Kutz          |
| Offene Klasse  | Ingrid Berghmans | Li Jinlin          | Laetitia Meignan    |

## Medaillenspiegel
| Rang      | Land                   | Gold | Silber | Bronze | Gesamt |
| --------- | ---------------------- | ---- | ------ | ------ | ------ |
| 1         | Vereinigtes Königreich | 3    | 0      | 1      | 4      |
| 2         | Frankreich             | 2    | 1      | 4      | 7      |
| 3         | Volksrepublik China    | 1    | 1      | 2      | 4      |
| 3         | Niederlande            | 1    | 1      | 2      | 4      |
| 5         | Belgien                | 1    | 1      | 0      | 2      |
| 6         | Japan                  | 0    | 2      | 1      | 3      |
| 7         | Polen                  | 0    | 1      | 0      | 1      |
| 7         | Schweden               | 0    | 1      | 0      | 1      |
| 9         | BR Deutschland         | 0    | 0      | 3      | 3      |
| 10        | Südkorea               | 0    | 0      | 1      | 1      |
| 10        | Neuseeland             | 0    | 0      | 1      | 1      |
| 10        | Puerto Rico            | 0    | 0      | 1      | 1      |
| Insgesamt | Insgesamt              | 8    | 8      | 16     | 32     |